# دیوید گلدر
دیوید گلدر (انگلیسی: David Goldar؛ زادهٔ ۱۵ سپتامبر ۱۹۹۴) بازیکن فوتبال اهل اسپانیا است.
از باشگاه‌هایی که در آن بازی کرده‌است می‌توان به باشگاه فوتبال سلتاویگو اشاره کرد.